# Mujeres rapadas

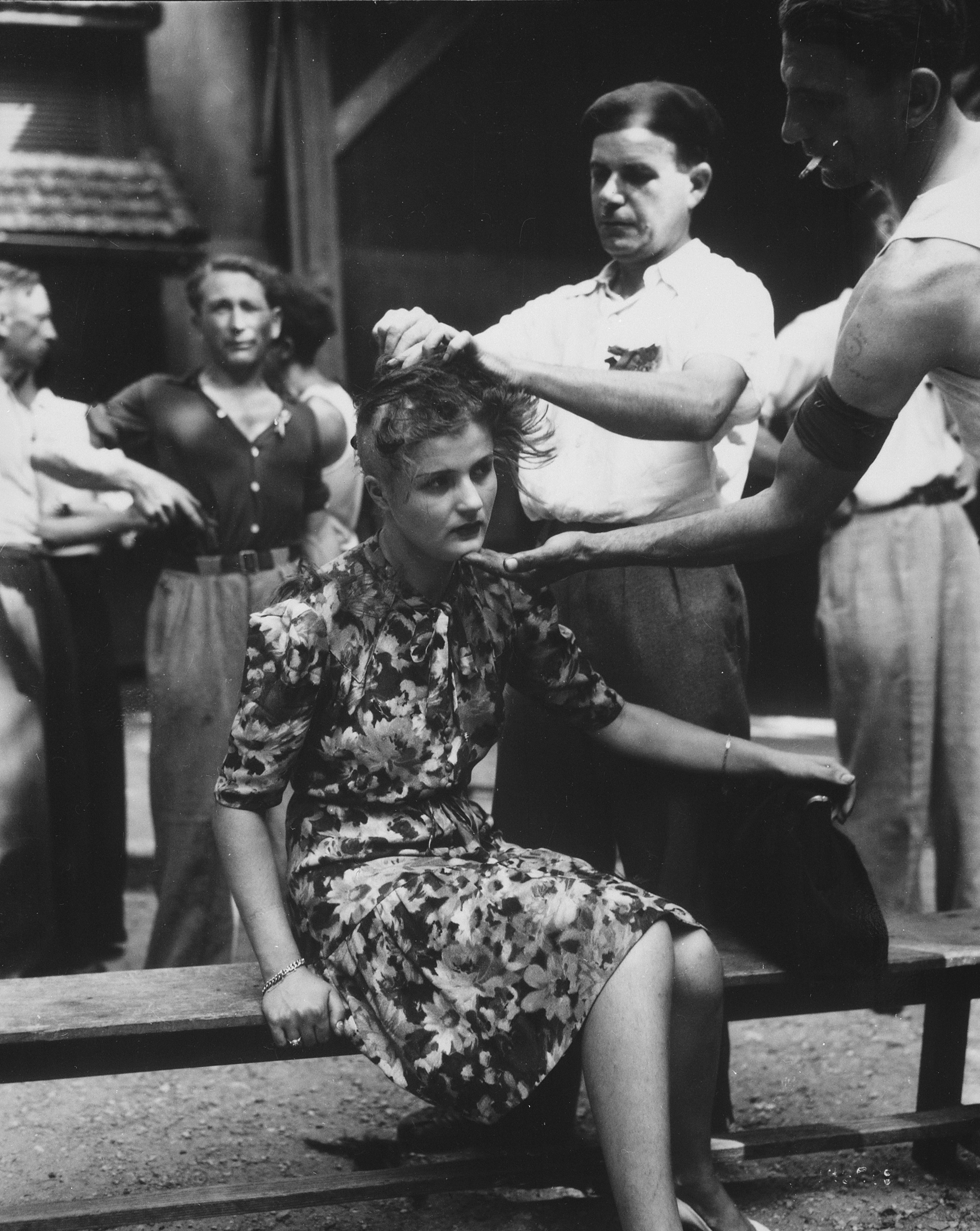
Rapado de cabezas a una mujer en Montélimar durante la épuration légale en 1944.

El rapado de cabezas es una forma de represalia y humillación destinada a aquellas mujeres acusadas de colaboracionismo con el enemigo. Esta práctica se remonta a la Antigüedad y fue uno de los principales castigos aplicados a las mujeres colaboracionistas con la Alemania nazi, una vez concluida la Segunda Guerra Mundial.

## Antecedentes
El castigo de afeitar el cabello a la mujer es antiguo y está presente en varias culturas: encontramos ejemplos en la Biblia, en una capitular del Imperio carolingio datada del 805 donde se cita esta práctica entre los visigodos y en la Edad Media, como degradación para las mujeres que habían cometido adulterio. El escándalo de la torre de Nesle, en el que tres nueras del rey Felipe IV de Francia fueron acusadas de adulterio, conllevó a que fuesen afeitadas a modo de punición.
Por la ordenanza contra los gitanos del 11 de julio de 1682 («Declaración contra los vagabundos y los llamados bohemios y bohemios y los que les dan jubilación»), el ministro francés Colbert condenaba a los varones a trabajos forzados en las galeras de por vida y a las mujeres a ser rapadas. El motivo de aplicación de dichas sanciones eran por haber servido como unidades militares a sueldo para los nobles que se rebelaban contra la autoridad real. Las mujeres que retomaban su vida bohemia eran azotadas y desterradas.

## Primera Guerra Mundial
Al final de la Primera Guerra Mundial, un soldado francés, Ephraim Grenadou, dio testimonio en sus memorias de las mujeres rapadas en los departamentos del norte de Francia recientemente liberados. «Cuando llegamos a esos territorios, arreglaron cuentas, viejas disputas de la época de los alemanes. A las mujeres buenas les cortan el pelo», afirmó. Este testimonio único aún está sujeto a confirmación por parte de los historiadores, pero el afeitado de cabezas está atestiguado en Bélgica.
Los primeros casos de afeitados de cabello en público se registraron en la República de Weimar a principios de la década de 1920. Una parte del territorio alemán quedó ocupado por los ejércitos francés y belga, surgiendo relaciones entre estos soldados y las ciudadanas alemanas. A modo de represalia, varias de ellas fueron rapadas, un castigo que perduró hasta la década de 1930. Es posible que también estuvieran obligadas a visualizar carteles ofensivos donde se atacaban a las mujeres que mantenían relaciones con el enemigo.

## Guerra civil española
Esta práctica fue retomada (o reinventada) por los falangistas españoles desde el comienzo de la Guerra civil española (1936-1939). En España existía en el siglo XVII una práctica similar, consistente en afeitar el cabello a las mujeres que entraban en prisión (consideradas, fuese cual fuese el motivo de su condena, niñas perdidas), suponiendo de esta forma para ellas una ruptura con su pasado y el comienzo de una nueva vida.
Desde el inicio del levantamiento, en el Marruecos español, las mujeres republicanas o cercanas a los republicanos (esposas, madres, hermanas, hijas) fueron rapadas. Este acto de humillación se perpetró más adelante en toda la España conquistada, con el fin de mantener la retaguardia en calma. Se trató de una acción cometida exclusivamente por el autodenominado bando nacional, de forma regular durante todo el conflicto bélico, a modo de purificación.
El rapado de cabezas afectaba a todas aquellas mujeres que pertenecían al bando republicano; la mayoría de las veces se trataban de solteras. El ritual llevado a cabo por los falangistas era similar en todos los casos: las mujeres eran recogidas en sus casas, afeitadas en la plaza mayor y en público, dejándolas a veces con algunos mechones trasquilados que servían para colgar cintas. Posteriormente, se les colgaba un cartel al cuello con la inscripción Rojo y se les hacía desfilar por las calles, más o menos desnudas. Otros castigos adicionales incluían beber aceite de ricino, un potente purgante con el objetivo de «purificar sus entrañas», o el corte del vello púbico. El rapado de cabeza, como tortura moral, a veces iba precedida o acompañada de tortura física.

## Segunda Guerra Mundial

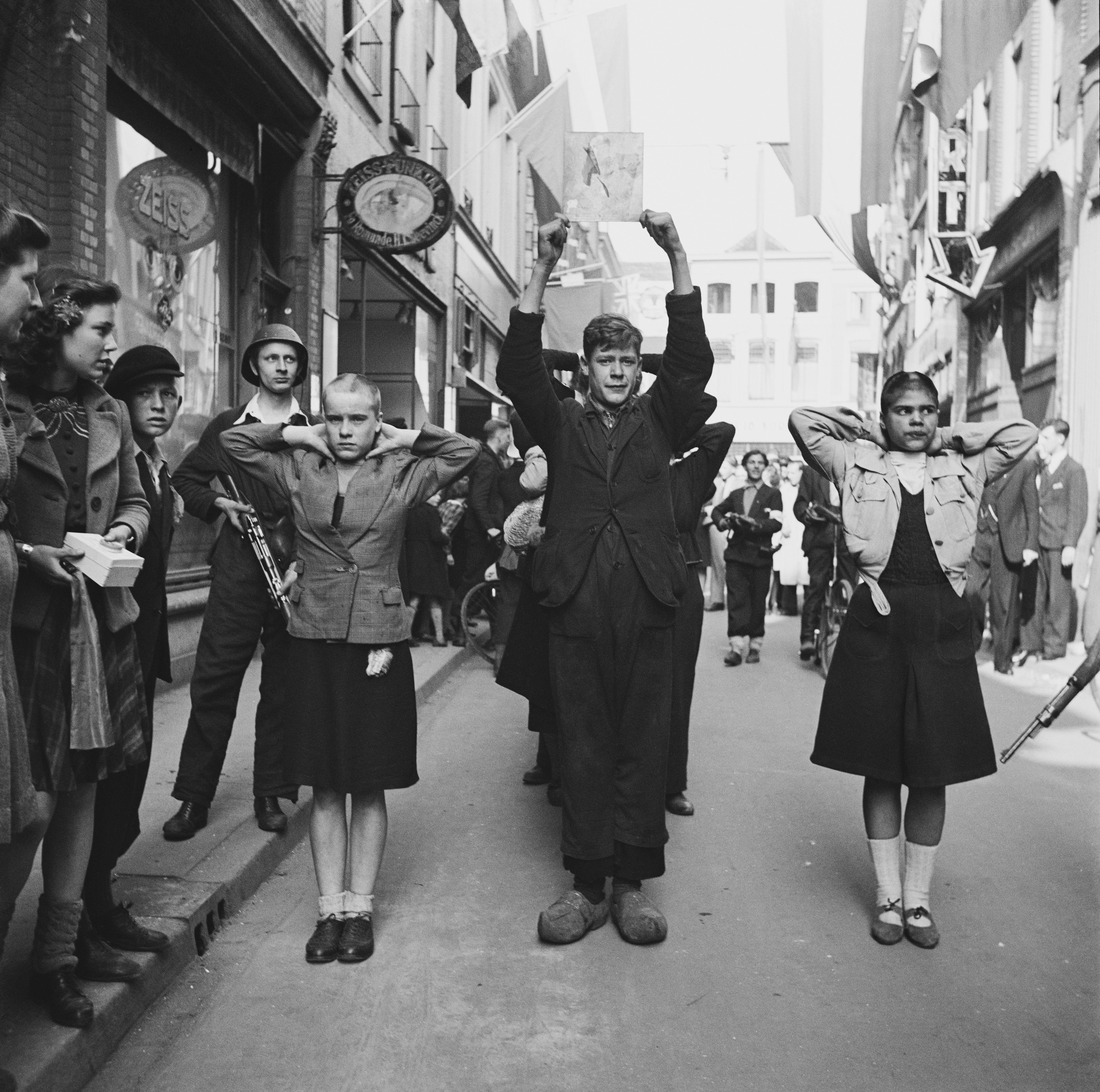
Varias Moffenmeiden neerlandesas, una de ellas con el cabello rapado, obligadas a desfilar en 1945.

Los casos más conocidos de mujeres rapadas tuvieron lugar en los países de Europa Occidental en los meses finales de la Segunda Guerra Mundial, desde el desembarco de los aliados en Normandía hasta el final de la guerra y años posteriores.
El rapado de cabezas pasó a ser la sanción más común contra las mujeres que habían confraternizado con el enemigo, al haber mantenido relaciones sexuales, amistosas o profesionales con el ocupante, pero no la única. Además de ser arrastradas a veces desnudas por las calles, muchas de ellas, afeitadas o no, fueron ejecutadas. Solo en el departamento francés de Morbihan, 76 mujeres fueron ejecutadas extrajudicialmente, incluidas 27 por haber tenido relaciones íntimas con alemanes. La estrella de cine del período de entreguerras Mireille Balin, mientras intentaba cruzar a Italia con su amante austriaco, fue arrestada por un grupo de las Fuerzas Francesas del Interior (FFI), quienes la violaron.
El modus operandi generalmente transcurría de la siguiente forma: la mujer era sacada de casa y llevada a un espacio público, donde se procedía a afeitarle la cabeza, ya sea sobre una plataforma, en el suelo, de pie o sentada. En ocasiones se elegía un lugar simbólico, como un monumento a los caídos. Después de haberles rapado la cabeza, eran obligadas a desfilar en procesión por la localidad, ya sea a pie o montadas en carretas o carros. Durante el desfile, los habitantes se acercaban para insultar e injuriar a las mujeres, que a menudo eran despojadas de su ropa y obligadas a marchar semidesnudas o incluso completamente desnudas por la calle. Asimismo, en ocasiones se les pintaba esvásticas con pintura, alquitrán o lápiz labial. Excepcionalmente, el corte de pelo se realizaba en un espacio cerrado: diez mujeres fueron esquiladas en la prisión de Grenoble en Francia y un tribunal de Tulle condenó a una mujer a tres meses de prisión y a ser rapada dentro de la cárcel. Sin embargo, lo habitual era que se hiciera en la calle, a vista de todos.
Estas «purgas horizontales» se llevaron a cabo de forma idéntica en Francia, Bélgica, Italia, Noruega y, en menor medida, en Dinamarca y los Países Bajos. Aplicadas en público y al margen de toda legalidad, esta cuestión histórica, antropológica y ética transcurrida tras la Segunda Guerra Mundial ha llevado al debate sobre unos hechos descritos como «desproporcionados», «crueles» y «despiadados» por la prensa actual.

### En Francia
Las relaciones sexuales entre mujeres francesas y soldados alemanes durante la ocupación de Francia estaban lejos de haber sido los únicos motivos de la purga acontecida después de la liberación de París, en el periodo denominado como la épuration légale. También se castigaron a aquellas que ejercieron como intérpretes y traductoras para los alemanes, así como las mecanógrafas, secretarias y funcionarias que trabajaron para el Tercer Reich.

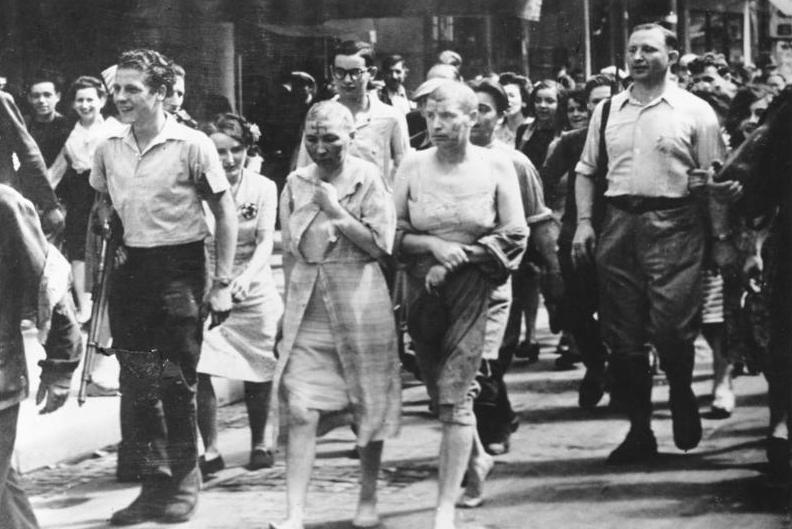
Dos femmes tondues, obligadas a caminar descalzas y con una esvástica pintada en la frente, por las calles de París en 1944.

Según algunas estimaciones, solo en Francia hubo unos 20 000 casos de mujeres rapadas (en francés: femmes tondues) en los meses posteriores a la liberación, que fueron juzgadas de forma tanto judicial como extrajudicial (en este último caso, las ejecuciones podrían haberse cometido tras consejos de guerra improvisados o Tribunales Militares de Emergencia). Entre las personas condenadas en estos juicios estaban mujeres enamoradas que se negaban a abandonar a su pareja o a su marido alemán, prostitutas que habían mantenido relaciones con soldados del ejército enemigo o simplemente mujeres que tuvieron que ponerse al servicio de los alemanes, en la mayoría de los casos como costureras o trabajadoras domésticas, para poder subsistir en tiempos de guerra. Según Dominique François, la cifra de 20 000 mujeres rapadas no es más que una estimación baja, especialmente teniendo en cuenta que en Francia nacieron 80 000 niños fruto de relaciones entre ciudadanas francesas y soldados de la Wehrmacht. Otros autores ascienden el número a las 100 000 y 200 000 víctimas en Francia, como Fabrice Virgili, Jean-Paul Picaper o Ludwig Norz.
Por ejemplo, tan solo en el extinto departamento del Sena cerca de 900 mujeres fueron procesadas, de las cuales el 76% fueron denunciadas por vecinos; 502 fueron condenadas y 107 fueron absueltas. Entre las condenadas, 94 fueron por haber colaborado activamente con los servicios alemanes. En París, la Cámara Cívica procesó a 135 mujeres por relaciones sexuales con oficiales o soldados del ejército alemán, y absolvió a 95 de ellas.
Las primeras amenazas de rapado de cabezas a mujeres aparecieron en la prensa clandestina ya desde julio de 1941. Los primeros afeitados efectivos tuvieron lugar entre marzo y junio, en algunos departamentos como Loira Inferior, Isère e Ille y Vilaine. A partir de la liberación aumentó drásticamente el número de mujeres que fueron rapadas, en especial en los días inmediatamente posteriores a la llegada de los aliados a París. La búsqueda de mujeres para afeitar fue impulsada después de la creación de los Comités de Liberación locales (CLL), produciéndose la principal oleada a finales del verano de 1944. Estos hechos estuvieron cubiertos por la prensa y por Radio Londres, que emitió varias noticias referentes dedicadas a estos sucesos del 20 y 30 de agosto de 1944. En los meses siguientes continuó la práctica, aunque de forma más espontánea. No obstante, cabe señalar que el rapado de cabellera contaba con un mínimo de organización: generalmente estaba presente un funcionario (policía, gendarme) que confería un «carácter oficial» al castigo.
Una segunda gran oleada se produjo en mayo y junio del año 1945, con el regreso de los prisioneros de guerra, deportados y convocados por el Servicio del Trabajo Obligatorio (STO), a menudo acompañados de trabajadores voluntarios en Alemania y de aquellos que habían acompañado a los alemanes en su huida. Estas mujeres que regresaban de Alemania fueron afeitadas a menudo en el mismo andén de la estación de tren. Aquellas que habían escapado de la primera oleada o que fueron puestas en libertad tras una sentencia considerada demasiado leve, en la primavera de 1945 también fueron afeitadas. El castigo continuó hasta finales de 1945 y el último registrado tuvo lugar en Saboya en febrero de 1946. De acuerdo con Virgili, se constata que en 77 de los 90 departamentos franceses tuvo lugar al menos una humillación de este tipo.

### En Países Bajos
No se sabe con exactitud cuántas mujeres tuvieron una relación con un soldado alemán durante la ocupación del país, aunque se estima que hubo alrededor de 140 000 chicas alemanas (en neerlandés: moffenmeid) en los Países Bajos. De estas relaciones nacieron entre 13 000 y 15 000 niños. A partir del verano de 1942, las mujeres que esperaban un hijo de un soldado alemán podían acudir en busca de apoyo y asistencia al Partido Popular Nacionalsocialista (NSV), que contaba con hospitales de maternidad especializados en Ámsterdam y Róterdam. 
Durante la guerra hubo un gran número de matrimonios entre mujeres holandesas y soldados alemanes; solo entre mediados de 1942 y mediados de 1943, 1 600 soldados alemanes presentaron una solicitud a la dirección del ejército para que se les permitiera casarse con una mujer neerlandesa. Asimismo, las jóvenes menores de edad podían casarse con un alemán sin el consentimiento de sus padres. A partir de 1943, la situación en los Países Bajos se volvió más sombría y las fuerzas de ocupación alemanas comenzaron a comportarse de manera más violenta con la población civil, disminuyendo el número de uniones matrimoniales.

Mujeres neerlandesas antes y después de ser rapadas el 18 de septiembre de 1944
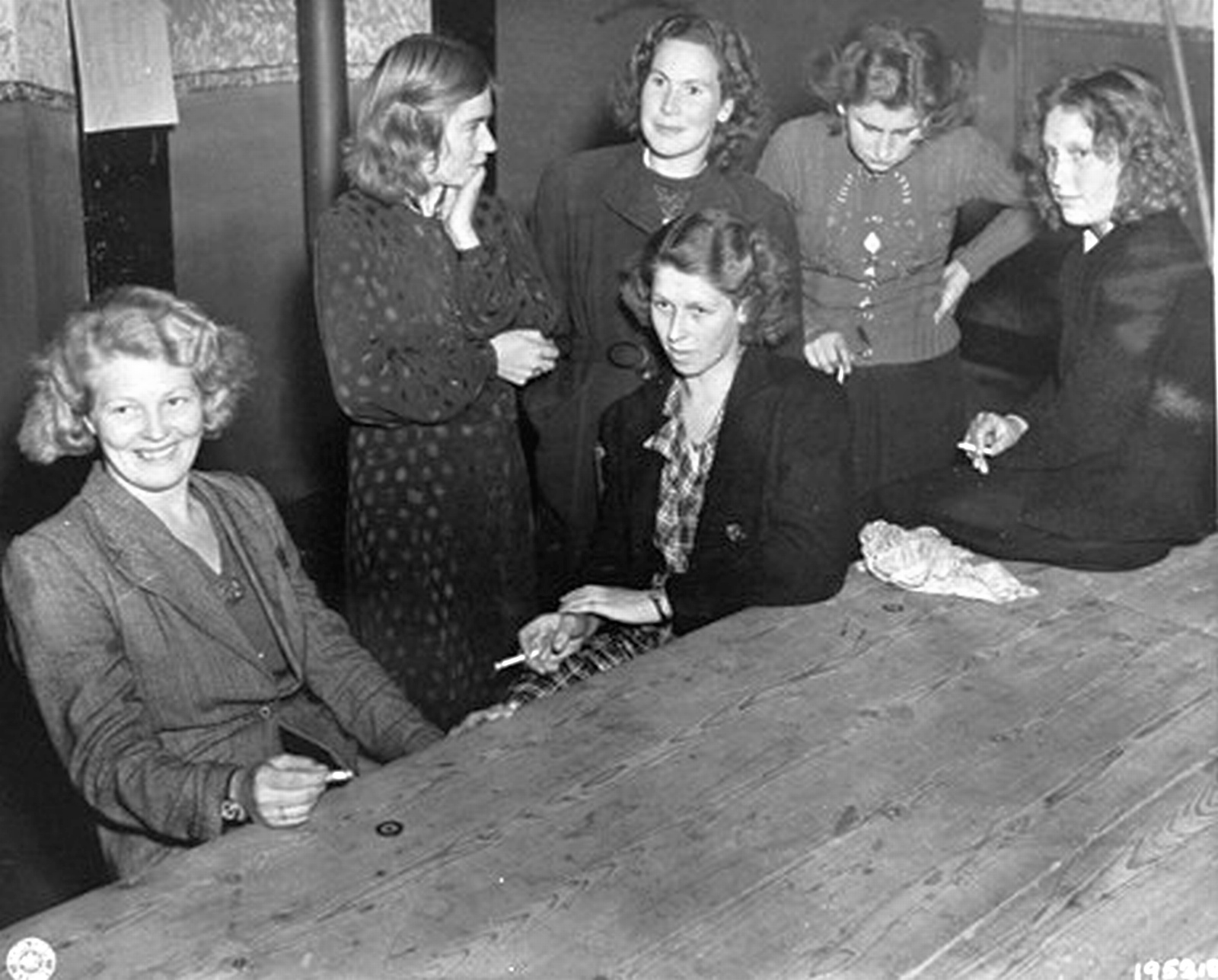
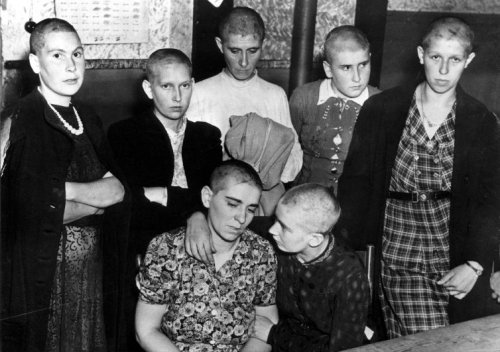

Tras la liberación, miles de mujeres fueron arrestadas por ciudadanos de a pie, el Servicio del Orden (Ordedienst) o las Fuerzas Armadas Nacionales (Binnenlandse Strijdkrachten). Una vez detenidas, eran llevadas a un lugar público, se les rasgaba la ropa y se les afeitaba la cabeza, les pintaban cruces gamadas en el cuerpo, les untaban con brea y las arrojaban con tierra y barro mientras eran escupidas e insultadas por los espectadores.
Cabe señalar que muchas de ellas fueron acusadas erróneamente de ser moffenmeiden o incluso fueron víctimas de una expareja celosa o de vecinos resentidos que habían difundido rumores falsos. De igual manera, hubo mujeres obligadas a tener relaciones sexuales con soldados alemanes que también sufrieron el mismo destino. Muchas cumplieron penas en prisión y en campos de internamiento hasta 1948, tres años después de concluir la Segunda Guerra Mundial. En 2023, los Archivos Nacionales de los Países Bajos hicieron públicos unos informes donde se dejaba constancia que, durante la estancia de las moffenmeiden en estos recintos de concentración, recibieron un tratamiento vejatorio, abusos y violaciones por parte de las autoridades del campo.

### En Noruega
Durante la ocupación de Noruega por la Alemania nazi, aquellas mujeres que «confraternizaban» con los soldados alemanes eran conocidas como chicas alemanas o Tyskerjente en noruego. Según los archivos del campo de internamiento de la isla de Hovedøya, las mujeres procedían en su mayoría de «circunstancias pobres y del campo» y a menudo con una «escolarización y educación deficientes»; más de la mitad de las internas tenían entre 15 y 24 años, y otro 23% tenía menos de 30 años. Se estima que hubo entre 50 000 y 100 000 mujeres noruegas que mantuvieron una relación con soldados y oficiales alemanes. En el verano de 1945, una de cada siete bodas en Noruega era con un novio alemán. Incluso Heinrich Himmler llegó a favorecer este tipo de uniones, afirmando que las mujeres noruegas eran «madres de buena sangre» y adecuadas para el Lebensborn.
Inicialmente, la Ordenanza alemana sobre el matrimonio del 7 de mayo de 1940, que se aplicaba a los efectivos de la Wehrmacht, impuso una prohibición general de casarse con mujeres extranjeras. Después de la ocupación de Dinamarca, Noruega, Países Bajos y Bélgica, el reglamento se modificó para que se les permitiera casarse con las ciudadanas procedentes de estas naciones, consideradas como parte de la raza aria defendida por el Partido Nacionalsocialista Obrero Alemán. No obstante, algunas etnias o pueblos autóctonos, como los samis en la región de Laponia, quedaron excluidos.
A partir de 1942, la regulación del matrimonio se hizo más estricta, al mismo tiempo que la prensa clandestina y las publicaciones en contra de la ocupación nazi comenzaban a proliferar en los países nórdicos. En estos periódicos y panfletos empezaron a aparecer artículos atacando a los colaboracionistas del bando alemán, así como filtraciones de nombres y direcciones de personas vinculadas con la Alemania nazi.

Å ta håret av en tyskerhore er for mild straff, de skal hates og plages på alle måter, både mannlige og kvinnelige landssvikere.
Quitarle el pelo a una puta alemana es un castigo demasiado leve; deberían ser odiadas y atormentadas en todos los sentidos, tanto hombres como mujeres traidores a la patria.
Artículo publicado en el periódico Arbeiderbladet.

Tras la liberación, las mujeres detenidas por las autoridades noruegas eran rapadas, generalmente por hombres, e internadas en campos de concentración. De hecho, Noruega y Dinamarca fueron los únicos países que internaron a las mujeres en campos, siendo el mayor de ellos el Campo de Detención Estatal para mujeres de Hovedøya (en noruego: Statens interneringsleir for kvinner, Hovedøya), con capacidad para 1 100 reclusas y ubicado en un antiguo cuartel alemán construido en la isla homónima. Solo entre primavera e invierno de 1945, de 3 000 a 5 000 mujeres noruegas fueron perseguidas por posibles vínculos con la Alemania nazi; algunas prostitutas con infecciones de transmisión sexual como gonorrea o sífilis también fueron detenidas, bajo la premisa de que dichas enfermedades venéreas habían sido contagiadas por los alemanes.
Aquellas mujeres casadas con soldados alemanes perdieron su nacionalidad noruega; solo en la ciudad de Bergen, 599 mujeres pasaron a ser consideradas apátridas. El Ministro Jens Christian Hauge declaró al respecto: «la mayoría de estas mujeres casadas se han comportado de manera muy indigna en sus tratos con los soldados y funcionarios de la potencia ocupante. Al contraer matrimonio con alemanes, su conexión política con Noruega debería romperse. Y es muy deseable que abandonen nuestro país lo antes posible». Más de 3 000 mujeres noruegas que se casaron con alemanes pasaron a ser inmediatamente consideradas ciudadanas alemanas y por consiguiente fueron deportadas del país, trasladándose en los años posteriores a las recién divididas Alemania Occidental y Oriental.
El 17 de octubre de 2018, la Primera ministra Erna Solberg aprovechó un acto del Gobierno por la Declaración Universal de Derechos Humanos para pedir disculpas en nombre del país por la forma en que las autoridades noruegas trataron a las mujeres que mantuvieron una relación con los soldados alemanes durante la Segunda Guerra Mundial.

### En Dinamarca
En Dinamarca, aquellas mujeres que mantuvieron durante la guerra relaciones con soldados alemanes fueron conocidas como Tyskertøs, contracción de tysker («alemán») y tøs («chica»). Se estima que había entre 40 000 y 60 000 chicas alemanas en Dinamarca, y aproximadamente 5 500 niños nacieron como resultado de estas relaciones, si bien la cifra asciende extraoficialmente a 12 000 infantes. Estos niños, denominados Tyskerunge, acabaron en su inmensa mayoría en hogares de acogida. Aproximadamente 300 chicas alemanas fueron condenadas una vez finalizada la ocupación alemana de Dinamarca, aunque no estuvieron tan perseguidas como en otros países. Al igual que en Noruega, en los años posteriores al conflicto bélico fueron internadas en campos, donde fueron rapadas, generalmente por hombres; muchos de los encargados de cortar el cabello eran en realidad sospechosos de haber colaborado con el ejército alemán, que ahora se habían pasado al «lado correcto». Solo en Dinamarca, uno de cada diez era conocido por la policía como colaborador de la Alemania nazi, siendo la mayoría trabajadores de entre 17 y 35 años y con problemas de alcoholismo.

## Análisis

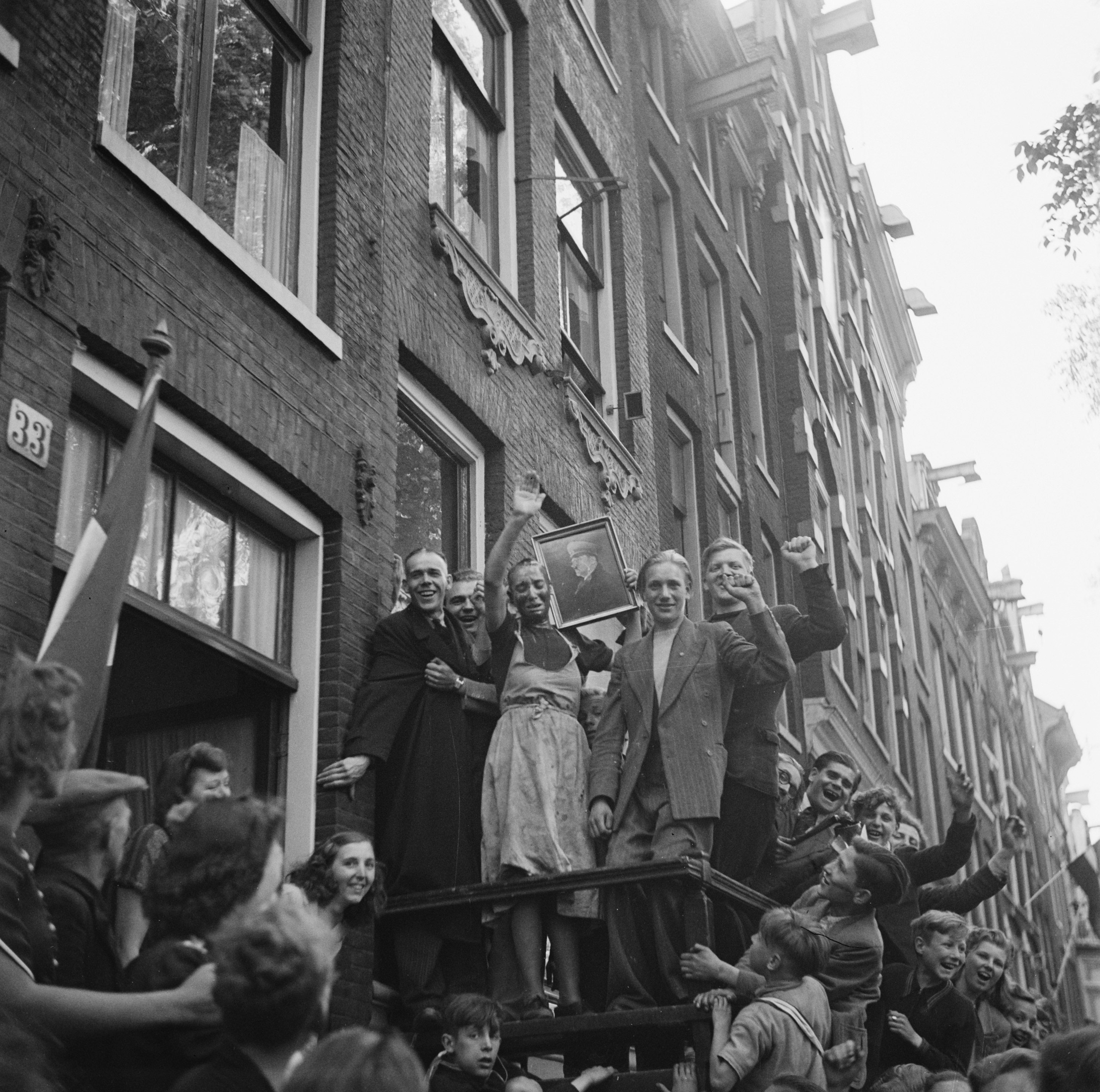
Mujer rapada neerlandesa, obligada a posar junto a un retrato de Adolf Hitler y hacer un saludo nazi, en la ciudad de La Haya en mayo de 1945.

Las principales críticas que se hicieron hacia las mujeres rapadas fue por haber tenido relaciones con el ocupante y haber querido escapar de la «suerte común». Las relaciones no tenían que ser íntimas para ser objetables; el simple hecho de trabajar para el enemigo era más que suficiente. Supuestas o comprobadas, las relaciones más diversas (desde el simple contacto diario hasta la amistad) se vuelven íntimas según los rumores infundidos entre la población. Las acusaciones de frivolidad, gusto por el lujo y mala conducta de todas las mujeres colaboracionistas desembocan en el castigo del afeitado del pelo, considerado justo, proporcionado, eficaz y necesario para ellas.
Dominique François interpretó la sanción como una forma de demonización y una «manera para que los hombres recuperen su virilidad, una compensación por su falta de protección de la patria femenina y el retorno a una distribución tradicional de roles». El pelo, percibido como un instrumento de seducción y un símbolo de feminidad, es elegido para denunciar a aquellas personas que han pecado. También se presenta al cuerpo femenino como objeto de crimen y de castigo que debe someterse al orden masculino.
Entre los intentos de interpretaciones citados por psicólogos, está el de borrar las huellas de las manchas de la guerra: la ocupación y la colaboración han manchado tanto el espacio público como el cuerpo de las mujeres rapadas, un cuerpo que se supone que debe permanecer puro para perpetuar la nación intacta. Afeitar la cabeza se percibe entonces como una medida higiénica necesaria de reapropiación del cuerpo de las mujeres, al mismo tiempo que con la ceremonia del corte de cabello se logra reapropiar el espacio público.
En las novelas, películas y artículos históricos, la mujer rapada era representada inicialmente como una mujer culpable de traición. A partir de los años 1970 evoluciona hacia la figura de una mujer enamorada, autónoma en su sentimientos y libre de su cuerpo aunque algo ingenua, víctima de un castigo injusto a menudo infligido por un auténtico luchador de la resistencia.

## Secuelas
La imagen negativa de estas mujeres perduró durante los años posteriores. Para evitar el rechazo popular y posibles represalias por parte de la población local, muchas de ellas abandonaron sus hogares y se instalaron en otros lugares. Aquellas que más habían simpatizado con el enemigo fueron directamente deportadas o tuvieron que exiliarse al país de procedencia del soldado  con el que había contraído matrimonio. Las mujeres que no podían permitirse dejar sus viviendas tuvieron que permanecer recluidas durante un periodo más o menos prolongado de tiempo; se tiene constancia del caso de una mujer rapada que permaneció encerrada en su casa hasta 1983, casi cuarenta años después de los hechos. Aunque algunas de ellas tomaron la decisión de criar a los hijos que tuvieron con los soldados durante el conflicto bélico, llamados coloquialmente niños de la guerra, la gran mayoría terminaban siendo entregados a orfanatos y centros de acogida.
El trauma derivado del castigo hizo que las mujeres afectadas padecieran trastornos como reacción de estrés agudo, depresión o un sentimiento de culpa que dificultó o incluso imposibilitó reconstruir su vida y su equilibrio interior. Estos trastornos también se transmiten a los niños, especialmente aquellos que nacieron a raíz del encuentro con el soldado enemigo.
El rapado de cabezas fue un suceso relativamente conocido aunque poco documentado a principios del siglo XX; de la guerra civil española se conservan pocas fotografías de las mujeres rapadas republicanas. Sin embargo, de la Segunda Guerra Mundial hay un registro mucho más exhaustivo, con informes, noticias, crónicas, testimonios e imágenes sobre los hechos. Una de las fotografías más conocidas fue tomada por Robert Capa y publicada en la revista Life el 4 de septiembre de 1944. Titulada «La Tondue de Chartres», en ella aparece la joven de 23 años Simone Touseau, cargando a su bebé recién nacido en brazos por las calles de la ciudad francesa de Chartres, rodeada de civiles que la increpan por haber tenido un hijo con el enemigo. La imagen es considerada una de las instantáneas más conocidas del fotógrafo húngaro-estadounidense y una de las más representativas de tomarse la justicia por su mano en tiempos de guerra.
No fue hasta principios del siglo XXI cuando algunas naciones comenzaron a pedir perdón por el trato otorgado a las mujeres durante la guerra. Francia no reconoció oficialmente a los niños de la guerra nacidos entre 1940 y 1945 hasta el año 2010. En 2018 la primera ministra noruega Erna Solberg pidió disculpas públicamente por la forma en que las autoridades noruegas trataron a las chicas alemanas durante la Segunda Guerra Mundial.